# Водоспад Гордж
Водоспад Гордж (англ. Gorge Falls) — водоспад у Блакитному Хребті гірської системи Аппалачі штату Джорджія США.

## Опис
Водоспад Гордж названий так від вузьких і глибоких ущелин (gorge — ущелина англійською) вище і нижче водоспаду.

## Джерело
- Сайт Водоспади Аппалачі

| США | Це незавершена стаття з географії США. Ви можете допомогти проєкту, виправивши або дописавши її. |